# William Haines
Charles William Haines (Staunton, Virginia, 1900. január 2. – Santa Monica, Kalifornia, 1973. december 26.) amerikai színész, a némafilmes korszak egyik legnagyobb sztárja.

## Élete és pályafutása
Haines a Virginia állambeli Stauntonban született 1900-ban, gazdag családba. 14 évesen elhagyta otthonát, és New Yorkba költözött. Egy tehetségkutató verseny megnyerése után Hollywoodba került, ahol az MGM stúdió alkalmazta. 1925-re már a stúdió legkeresettebb férfi színésze lett: legtöbb szerepében romantikus főhőst játszott, aki kezdetben nagyképűsége miatt nehézségekbe ütközik, de jellemfejlődés után végül sikeres lesz.
Haines nyíltan vállalta homoszexuális életvitelét. 1926-tól fogva együttélt Jimmy Shieldsszel, akivel egy forgatáson ismerkedett meg. A stúdió PR-osai egy ideig sikeresen rejtették el ezt az információt a sajtó elől. 1933-ban azonban a rendőrség letartóztatta, amikor egy tengerésszel bonyolódott szexuális kapcsolatba. A stúdió választás elé állította: vagy feleségül vesz egy nőt és a nyilvánosság előtt csak vele mutatkozik, vagy együtt marad barátjával, de nem kap több filmszerepet. Haines szerelmét választotta, soha többet nem játszott filmekben. Jimmy Shieldsszel 50 évig, Haines haláláig éltek együtt.
A filmes karrierje után Haines és Shields lakberendezőként helyezkedtek el, ügyfeleik között megfordult Hollywood színe-java.
1936-ban a Ku-Klux-Klan tagjai az otthonukban megtámadták és összeverték őket, azzal az ürüggyel, hogy egyikőjük fiát el akarták csábítani. Bár ismert barátaik minden segítséget felajánlottak nekik, hogy bepereljék a bántalmazókat, a pár végül elállt a feljelentéstől.
Haines 73 évesen, tüdőrákban hunyt el. Nem sokkal később Shields, aki maga is beteg volt, öngyilkosságot követett el. A Woodlawn Memorial Cemetery-ben helyezték őket örök nyugalomra.

## Legismertebb filmjei
- 1928 - Alias Jimmy Valentine
- 1928 - Show People
- 1927 - Little Annie Rooney
- 1926 - Tell It to the Marines
- 1926 - Mike
- 1926 - Brown of Harvard
- 1925 - Sally, Irene and Mary
- 1924 - The Midnight Express